# 金東洙 (1916年生)
金 東洙（キム・ドンス、김동수）は日本統治時代の朝鮮の独立運動家、大韓民国の軍人、政治家。号は松竹（송죽）。別名は金剛。

## 経歴
1916年12月、京畿道仁川で金宇済（金宇濟、김우제）の息子として生まれる。1923年、父に従って上海に亡命。上海仁成小学校および公時中学校卒業。
1934年、中央陸軍軍官学校洛陽分校韓人特別班入学。南京本校に移動して第1総隊歩兵大隊第3隊に配属。1936年6月に卒業した後は見習士官として第25師に配属。1937年、韓国国民党青年団に所属。日中戦争が勃発すると南京に向かい韓国臨時政府に合流した。1939年、韓国光復陣線青年工作隊に参加。
李何有、金仁、李在賢と共に重慶に行き、中国軍憲兵将校として勤務していた羅月煥や無政府主義者連盟で活動していた朴基成などに接触した。1939年11月11日、韓国青年戦地工作隊が結成され、副隊長となる。1940年5月頃、第34集団軍太行山遊撃隊政訓部に配属。1941年1月に戦地工作隊は韓国光復軍に編入され、金は第5支隊副隊長兼第1区隊長に就任。1942年3月、羅月煥殺害の容疑で逮捕され無期徒刑を宣告されるが、のちに釈放される。光復軍の改編によって第5支隊が消えると、第2支隊に編入された。中央戦時幹部訓練団韓国青年班で軍事訓練や外国語などを指導した。1945年4月、土橋隊第3隊隊長。
終戦後は韓国独立党監察委員、上海支党部特派員として活動。
1946年、韓国臨時政府駐華代表団東北特派員。
1948年6月、帰国。同年11月、韓国陸軍特任入隊。朝鮮戦争当時、文容彩大領の後任として第16連隊長に就任し安東の戦いおよび義城地区戦闘に参加。1950年8月11日、機甲連隊副連隊長。同年10月24日、第1機甲連隊長。興南撤収作戦に参加。1952年10月、光州の砲兵学校に入校。1953年、第15砲兵団長。1954年5月28日、任准将。1959年7月6日、第27歩兵師団長（7代）。
1963年、建国勲章独立章授与。
2012年9月、大韓民国国家報勲処が9月の「今月の独立運動家」に選定。